# Aldis Călărași
Aldis Călărași este o companie producătoare de mezeluri din România, înființată în anul 1990.
Compania a fost controlată de omul de afaceri George Naghi până la moartea acestuia în urma unui accident nautic pe Brațul Borcea al Dunării, în data de 7 august 2011.
Aldis are o capacitate de producție de până la 150 de tone pe zi, producția zilnică fiind de circa 120 de tone, ceea ce corespunde unei cote de piață de circa 18% .
Compania administrează o suprafață de circa 2.000 hectare de teren agricol și își asigură necesarul de carne de vită din resurse proprii .
Cifra de afaceri în 2008: 100 milioane Euro 
Venit net în 2008: 9 milioane euro 